# DeMarcus Ware
DeMarcus Ware (Auburn, 31 luglio 1982) è un ex giocatore di football americano statunitense che ha militato nel ruolo di defensive end per i Dallas Cowboys e i Denver Broncos della National Football League (NFL).
Fu scelto come 11º assoluto nel Draft NFL 2005 dai Dallas Cowboys di cui è il leader di tutti i tempi per sack (117) e fumble forzati (32) in carriera. È stato inoltre il secondo giocatore più rapido della storia a toccare i cento sack in carriera dopo Reggie White. Le ultime tre stagioni della carriera le disputò coi Broncos, con cui vinse il Super Bowl 50. Nel 2023 è stato introdotto nella Pro Football Hall of Fame.

## Carriera professionistica

### Dallas Cowboys

#### Stagione 2005
Un defensive end a Troy, Ware era considerato un prospetto a metà strada tra un difensive end ed un outside linebacker dalla maggior parte degli addetti ai lavori. Considerato un perfetto linebacker in una difesa 3-4 prima del Draft 2005, era pronosticato come una scelta all'inizio del secondo giro da Sports Illustrated. Il proprietario e general manager dei Cowboys Jerry Jones decise di sopravanzare il suo capo-allenatore Bill Parcells che voleva selezionare Marcus Spears (poi scelto da Dallas come numero 20), e scelse di prendere Ware con l'11ª scelta assoluta.
Nel suo debutto nella NFL contro i San Diego Chargers Ware mise a segno 3 tackle, coi Cowboys che vinsero la gara 28-24. In una gara contro i San Francisco 49ers nella 3 fece registrare il suo primo sack su Tim Rattay. Dopo il mese di ottobre, Ware vinse il premio di rookie difensivo del mese dopo aver fatto registrare 16 tackle, 3 sack e 7 pressioni sul quarterback, aiutando la squadra a giungere ad un record di 3-2. Nella settimana 16, Ware mise a segno 3 sack e 3 fumble forzati nella gara contro i Carolina Panthers. Per questa sua prestazione, Ware fu nominato miglior difensore della NFC della settimana e rookie della settimana. Inoltre pareggiò il record dei Cowboys per il maggior numero di sack in una gara, detenuto Randy White. Terminò la stagione con 58 tackle totali e 3 fumble forzati. Finì anche alla pari con Greg Ellis per il maggior numero di sack della franchigia stagionali con 8. Grazie a ciò, Ware raggiunse a Jimmie Jones come gli unici rookie ad aver guidato i Dallas Cowboys in sack.

#### Stagione 2006
Nel 2006, Ware terminò la stagione come leader della squadra con i suoi 11,5 sack, il massimo di sempre per un linebacker dei Cowboys, superando il record di Anthony Dickerson di 10,5 nel 1983. Vi aggiunse 73 tackle, un fumble recuperato e un intercetto, entrambi ritornati in un touchdown. Ware fu nominato titolare nel Pro Bowl ed inserito nel Second-team All-Pro dall'Associated Press.

#### Stagione 2007
Ware nel 2007 ebbe una stagione spettacolare. Il nuovo capo-allenatore dei Cowboys Wade Phillips lo definì il miglior outside linebacker nella lega. Ware divenne il secondo Cowboy della storia a registrare almeno 14 sack in una stagione, dopo Jim Jeffcoat nel 1986. Inoltre guidò la squadra in pressioni sul quarterback (27) e fumble forzati (4), terminando con 80 tackle. Ware fu convocato per il secondo Pro Bowl consecutivo insieme ad altri 12 compagni di squadra. Inoltre fu selezionato per l'All-Pro Team per il secondo anno consecutivo insieme ai compagni Terrell Owens e Jason Witten.

#### Stagione 2008
Nella gara della stagione 2008 contro i St. Louis Rams, Ware pareggiò il record NFL dell'ex linebacker dei Denver Broncos Simon Fletcher per il maggior numero di gare consecutive con almeno un sack. Ware fu selezionato per il suo terzo Pro Bowl consecutivo dopo che stabilì il record di franchigia per sack stagionali che lo pose al sesto posto con Derrick Thomas nella storia della lega con 20,0 sack. Ware terminò la stagione 2008 con 84 tackle, sei fumble forzati e due passaggi deviati. DeMarcus fu nominato difensore dell'anno della NFC dal comitato di Kansas City oltre che Pass Rusher dell'anno dalla NFL. Ware fu anche il vincitore del primo Butkus Award.

#### Stagione 2009

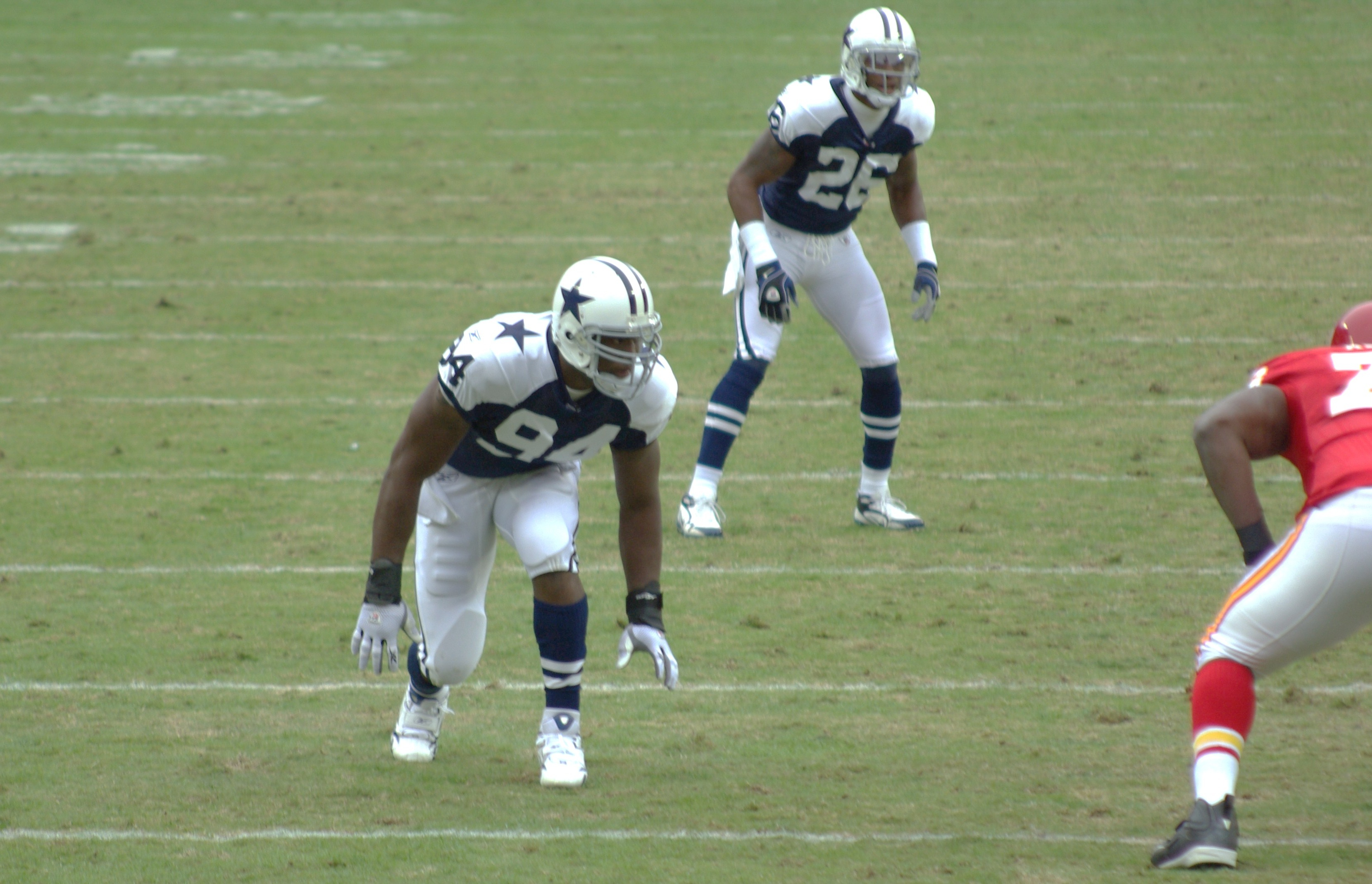
Ware (94) con la maglia dei Cowboys nel 2009.

Ad ottobre, Ware firmò un contratto di sei anni del valore di 6 milioni di dollari che lo pose tra i cinque difensori più pagati della NFL. Due mesi dopo, Ware soffrì un infortunio al collo che lo forzò ad uscire dal campo trasportato contro i San Diego Chargers. L'infortunio in seguito fu diagnosticato come una slogatura del collo. Fu portato in ospedale per accertamenti e dimesso il giorno successivo. Egli tornò a giocare la settimana successiva contro gli imbattuti New Orleans Saints, contro cui registrò due sack che portarono a dei fumble, compreso uno che mise fine alle velleità di rimonta dei Saints. Per questa prestazione fu nominato miglior difensore della NFC della settimana. A fine stagione giunse la quarta convocazione consecutiva per il Pro Bowl dopo aver terminato con 11,0 sack, un record in carriera di 45 pressioni sul QB e 5 fumble forzati. Fu inoltre inserito nel First All-Pro team.

#### Stagione 2010
Ware mise a segno 15,5 sack e guidò la NFL in quella categoria per la seconda volta in tre stagioni. Fu convocato per il suo quinto Pro Bowl ed inserito nuovamente nella formazione ideale della stagione All-Pro.

#### Stagione 2011
Nel 2011, Ware fece registrare 19,5 sack, 47 tackle, 2 passasggi deviati e due fumble forzati. Fu in corsa per superare il record di Michael Strahan di 22,5 sack stagionali ma non ci riuscì. Il 30 ottobre 2011, Ware registrò un record in carriera di 4 sack contro i Philadelphia Eagles nella sconfitta 34-7. Fu nuovamente convocato per il Pro Bowl come titolare, inserito nell'All-Pro team e fu votato al 6º posto nella NFL Top 100, l'annuale classifica dei migliori cento giocatori della stagione.

#### Stagione 2012
Il 5 settembre 2012, nella prima gara della nuova stagione, i Cowboys si vendicarono dei New York Giants campioni in carica che li avevano esclusi dalla corsa ai playoff l'annata precedente, vincendo 24-17 in trasferta. Ware mise a segno due sack su Eli Manning, rispettivamente il 100º e il 101º della carriera. Egli divenne il secondo giocatore più veloce della storia a raggiungere quota cento sack in carriera dopo Reggie White. Nel turno successivo i Cowboys persero la prima gara stagionale contro i Seattle Seahawks in cui Ware mise a segno 8 tackle.
Nella settimana 3 i Cowboys tornarono alla vittoria contro i Tampa Bay Buccaneers con Ware che mise a segno due sack su Josh Freeman. Nella settimana successiva, i Cowboys persero la seconda gara stagionale contro i Chicago Bears con DeMarcus che mise a referto un sack su Jay Cutler.
Dopo la settimana di pausa, i Cowboys uscirono nuovamente sconfitti nella gara contro i Baltimore Ravens con il giocatore che mise a segno un sack su Joe Flacco. Nella settimana 7 Dallas vinse contro i Panthers con Ware che mise a segno 8 tackle, 0,5 sack e recuperò un fumble. Nella sconfitta della settimana 8 in casa contro i Giants Ware mise a segno un sack su Eli Manning.
Il 26 dicembre, Ware fu convocato per il settimo Pro Bowl consecutivo. Nel gennaio 2013 fu inserito nel Second-team All-Pro dall'Associated Press mentre The Sporting News lo inserì nel First-team. A fine anno fu posizionato al numero 12 nella classifica dei migliori cento giocatori della stagione.

#### Stagione 2013
Nella prima gara della stagione, Ware mise a referto un intercetto su Eli Manning nella vittoria sui Giants. I primi due sack stagionali li mise a referto la settimana successiva contro i Chiefs. Con altri 2 sack nella settimana tre contro i Rams, Ware si portò a quota 115 in carriera, superando il record di franchigia di Harvey Martin che resisteva da trent'anni. A causa di un infortunio, Ware saltò la prima gara in carriera nella settimana 7 contro gli Eagles. Tornò in campo nella settimana 10 contro i Saints facendo registrare un sack su Drew Brees nella sconfitta. A fine anno fu votato al 56º posto nella NFL Top 100 dai suoi colleghi.
L'11 marzo 2014, Ware fu svincolato dai Cowboys dopo nove stagioni.

### Denver Broncos

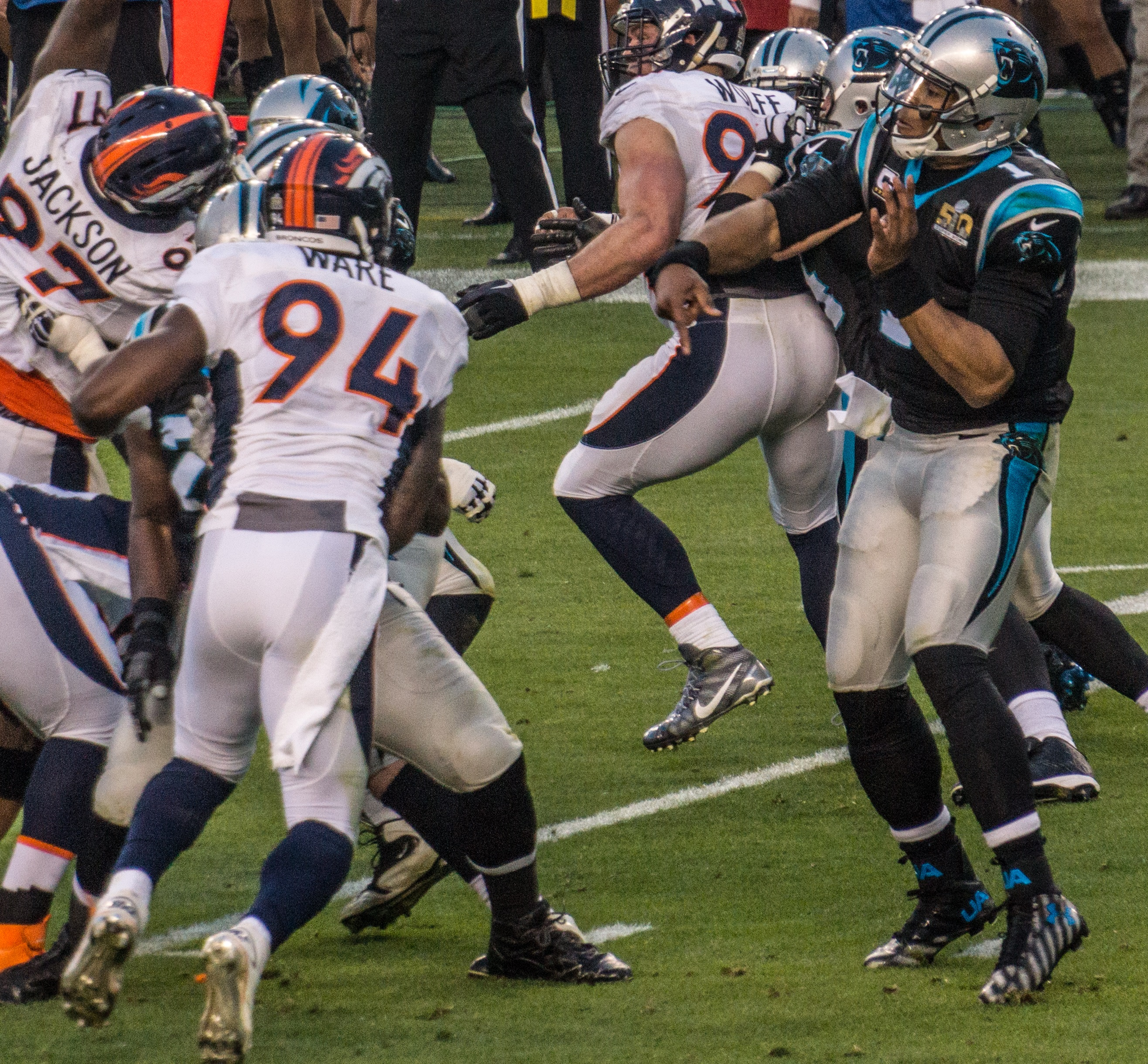
Ware mentre tenta di mettere a segno un sack su Cam Newton nel Super Bowl 50

Il giorno successivo, Ware firmò con i Denver Broncos un contratto triennale del valore di 30 milioni di dollari, 20 milioni dei quali garantiti. Nella prima partita con la nuova uniforme mise a segno 1,5 su Andrew Luck nella vittoria della settimana 1 sui Colts. Due settimane dopo ne fece registrare uno su Russell Wilson ma i Broncos persero la prima gara stagionale contro i Seattle Seahawks. Nella settimana 7 ne totalizzò un nuovo massimo stagionale di 3 nella vittoria sui 49ers, salendo a quota 7 in stagione. Il 23 dicembre fu convocato per l'ottavo Pro Bowl in carriera, chiudendo la sua prima stagione in Colorado al secondo posto nella squadra con 10 sack. Fu inoltre inserito all'87º posto nella NFL Top 100
Dopo le prime tre gare della stagione 2015, Ware fu premiato come difensore del mese della AFC in cui mise a segno 3,5 sack (secondo della lega), mentre la difesa dei Broncos subì solamente 16,3 punti a partita. Nel penultimo turno recuperò un fumble di A.J. McCarron dei Bengals nei supplementari che diede la vittoria e la qualificazione ai playoff a Denver. A fine stagione fu convocato per il nono Pro Bowl in carriera. Nella finale di conference, Ware mise a segno un sack condiviso su Tom Brady nella vittoria per 20-18 che qualificò i Broncos al Super Bowl 50, il primo della sua lunga carriera. Nella finalissima fece registrare due sack su Cam Newton nella vittoria per 24-10 sui Carolina Panthers che lo laureò campione NFL.
La prima gara della stagione 2016 fu la rivincita del Super Bowl di sette mesi prima coi Panthers che i Broncos vinsero per 21-20, in una gara in cui Ware mise a segno altri 1,5 sack su Newton. La sua annata si chiuse a causa degli infortuni con dieci presenze e 4 sack, il minimo in carriera. Il 13 marzo 2017, Ware annunciò il proprio ritiro dal football professionistico dopo dodici stagioni.

## Palmarès

### Franchigia
- Super Bowl : 1

Denver Broncos: 50
- American Football Conference Championship: 1

Denver Broncos: 2015

### Individuale
- Convocazioni al Pro Bowl: 9

2006, 2007, 2008, 2009, 2010, 2011, 2012, 2014, 2015
- First-team All-Pro: 5

2007, 2008, 2009, 2011, 2012
- Second-team All-Pro: 2

2006, 2010
- Leader della NFL in sack: 2

2008, 2010
- NFL Butkus Award: 2

2008, 2011
- Club dei 100 sack
- Formazione ideale della NFL degli anni 2000
- Pro Football Hall of Fame (classe del 2023)

## Statistiche
| Anno     | Squadra  | Gare | Gare | Tackle | Tackle | Tackle | Tackle | Tackle | Intercetti | Intercetti | Intercetti | Intercetti | Intercetti | Fumble | Fumble | Fumble | Fumble | Fumble |
| Anno     | Squadra  | P    | PT   | Tot    | Sol    | Ast    | Sack   | Saf    | Int        | Yard       | Max        | TD         | PD         | FF     | FR     | Yard   | TD     |        |
| -------- | -------- | ---- | ---- | ------ | ------ | ------ | ------ | ------ | ---------- | ---------- | ---------- | ---------- | ---------- | ------ | ------ | ------ | ------ | ------ |
| 2005     | DAL      | 16   | 16   | 58     | 47     | 11     | 8.0    | 0      | 0          | 0          | 0          | 0          | 1          | 3      | 0      | 0      | 0      |        |
| 2006     | DAL      | 16   | 16   | 71     | 57     | 14     | 11.5   | 0      | 1          | 41         | 41         | 1          | 5          | 5      | 1      | 69     | 1      |        |
| 2007     | DAL      | 16   | 16   | 84     | 60     | 24     | 14.0   | 0      | 0          | 0          | 0          | 0          | 4          | 4      | 0      | 0      | 0      |        |
| 2008     | DAL      | 16   | 16   | 84     | 69     | 15     | 20.0   | 0      | 0          | 0          | 0          | 0          | 2          | 6      | 1      | 0      | 0      |        |
| 2009     | DAL      | 16   | 15   | 57     | 45     | 12     | 11.0   | 0      | 0          | 0          | 0          | 0          | 6          | 5      | 0      | 0      | 0      |        |
| 2010     | DAL      | 16   | 16   | 66     | 56     | 10     | 15.5   | 0      | 0          | 0          | 0          | 0          | 1          | 2      | 2      | 22     | 1      |        |
| 2011     | DAL      | 16   | 16   | 58     | 47     | 11     | 19.5   | 0      | 0          | 0          | 0          | 0          | 2          | 2      | 1      | 0      | 0      |        |
| 2012     | DAL      | 16   | 16   | 56     | 33     | 23     | 11.5   | 0      | 0          | 0          | 0          | 0          | 0          | 5      | 1      | 0      | 0      |        |
| 2013     | DAL      | 13   | 13   | 40     | 28     | 12     | 6.0    | 0      | 1          | 0          | 0          | 0          | 2          | 0      | 1      | 0      | 0      |        |
| 2014     | DEN      | 16   | 15   | 40     | 33     | 7      | 10.0   | 0      | 1          | 3          | 3          | 0          | 1          | 2      | 0      | 0      | 0      |        |
| 2015     | DEN      | 11   | 10   | 25     | 17     | 8      | 7.5    | 0      | 0          | 0          | 0          | 0          | 0          | 1      | 1      | 0      | 0      |        |
| 2016     | DEN      | 10   | 8    | 15     | 9      | 6      | 4.0    | 0      | 0          | 0          | 0          | 0          | 1          | 0      | 0      | 0      | 0      |        |
| Carriera | Carriera | 178  | 173  | 654    | 501    | 153    | 138.5  | 0      | 3          | 44         | 44         | 1          | 25         | 35     | 8      | 91     | 2      |        |